# Georgios Glarakis

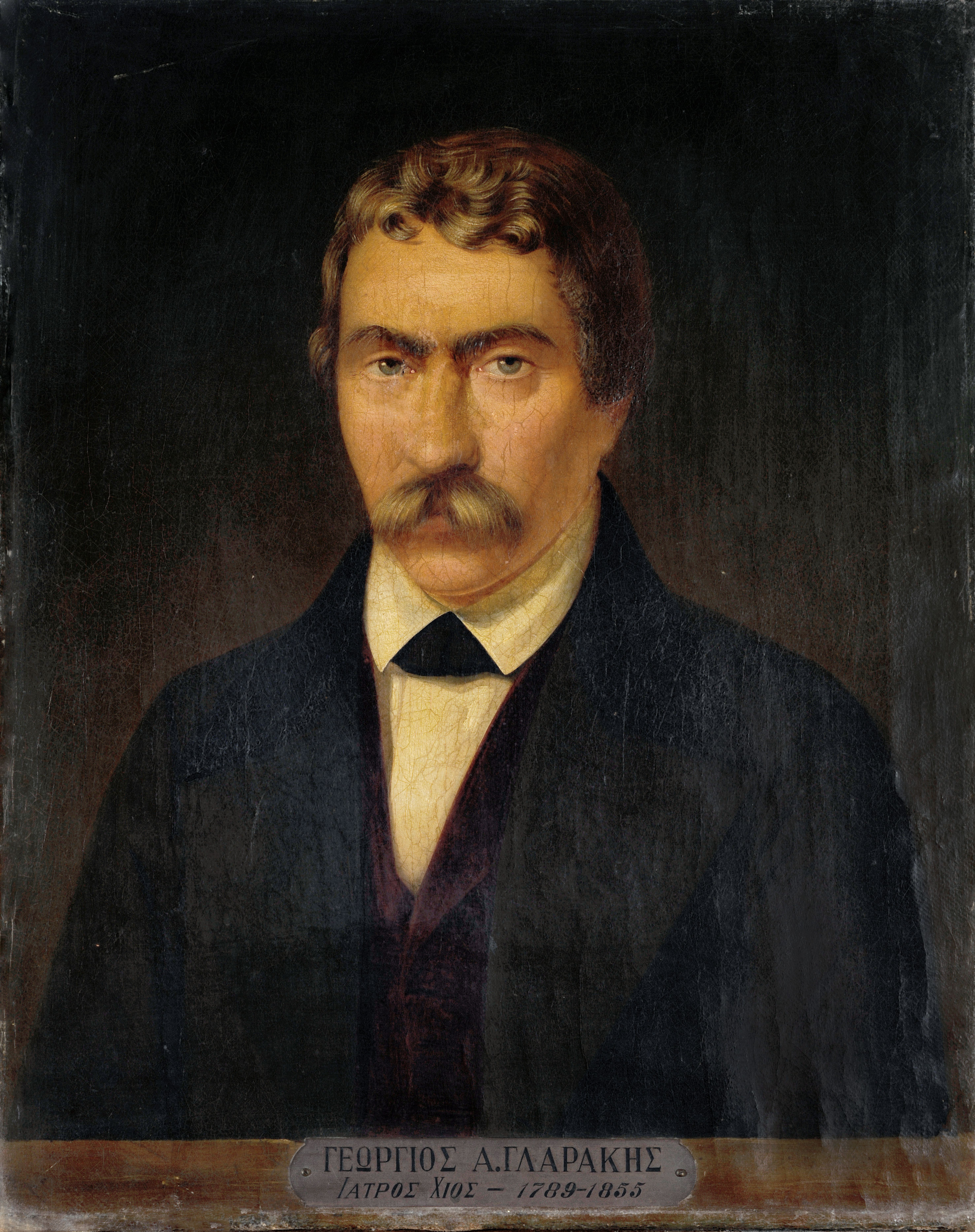
Georgios Glarakis Portrait im Nationalen Historischen Museum Athen

Georgios Glarakis (griechisch Γεώργιος Γλαράκης; * 1789 in Chios; † 22. Oktober 1855 in Athen) war ein griechischer Gelehrter, Arzt, Philosoph und Politiker, gewählter Vertreter in drei Nationalversammlungen, mehrmals Minister und Staatsbeamter in vielen Positionen des neu gegründeten griechischen Staates.

## Frühes Leben und Studium
Er wurde 1789 in dem damals zum Osmanischen Reich gehörenden Chios geboren. Konstantinos Amantos gibt an, dass er der Sohn des Priesters Andreas Glaros war, wobei der Nachname im Laufe der Zeit zu Glarakis umschrieben wurde. Er absolvierte die gleichnamige Schule von Chios, wo er später für kurze Zeit Mathematik und Physik unterrichtete. Anschließend arbeitete er in Konstantinopel als kaufmännischer Angestellter und besuchte gleichzeitig Universitätskurse. Mit finanzieller Unterstützung der Gemeinde von Chios ging er nach Göttingen, wo er Medizin studierte und promovierte und sich anschließend in Wien niederließ, wo er sein Praktikum in Krankenhäusern absolvierte. In Wien knüpfte er Kontakte zum dort ansässigen Kreis griechischer Gelehrter und arbeitete eine Zeit lang an der Zeitschrift „Hermes o logios“ mit. Seine Schriften wurden von Adamantios Korais und Konstantinos Vardalachos gelobt. Im Jahr 1820 kehrte er nach Chios zurück, wo er an der Schule von Chios lehrte und seine Wissenschaft praktizierte. Diese Tätigkeit dauerte jedoch nur kurze Zeit, da er mit dem Ausbruch der Griechischen Revolution (1821) und dem Massaker von Chios (1822) gezwungen war, auf das griechische Festland zu ziehen. Er galt als führender Arzt seiner Zeit. Er war einer der Pioniere bei der Gründung der Universität Athen (1837) und diente als Präsident der Archäologischen Gesellschaft (1849–1955).

## Griechische Revolution
Er beteiligte sich sofort an der Griechischen Revolution, als diese ausbrach. Bei der Nationalversammlung von Astros war er zusammen mit Alexandros Mavrokordatos und Stefanos Kanellos für die Ausarbeitung der Charta verantwortlich. Anschließend übernahm er die Position des Generalsekretärs des Innenministeriums.

## Kapodistrianische Periode
Nach der Ankunft von Kapodistrias wurde er zum Außen- und Marineminister ernannt und 1832 zum Präfekten von Achaia ernannt. Er war Mitglied des Prüfungsausschusses für den Entwurf zur Revision des „Provisorischen Regimes Griechenlands“ (April 1823), Generalsekretär des Innenministeriums (April 1823–Mai 1825) und anschließend Leiter desselben Ministeriums (Mai 1825–August 1826). Nach dem Tod von Papaflessas übernahm er das Amt des Generalsekretärs des Verwaltungsausschusses Griechenlands (August 1826–April 1827). 1827 wirkte er als Bevollmächtigter der Dritten Nationalversammlung in Troizen sowie als Mitglied des Ausschusses zur Ausarbeitung der politischen Verfassung Griechenlands. Im selben Jahr war er kurzzeitig Generalsekretär des Anti-Regierungsausschusses (April–Mai 1827), bevor er zum Staatssekretär für Auswärtige Angelegenheiten und Marine ernannt wurde (Mai 1827–Januar 1828). Parallel gehörte er dem Rat für Kompromisse an (1827–1828). Zwischen 1828 und 1830 amtierte er als Gesundheitsinspektor von Ägina, Arzt des dortigen Waisenhauses sowie als Gouverneur von Poros. Vom 8. Juli 1831 bis zum 25. Januar 1833 bekleidete er erneut das Amt des Staatssekretärs für Auswärtige Angelegenheiten und die Handelsmarine. Zudem vertrat er die Gemeindemitglieder von Chios als Delegierter in der Fünften Nationalversammlung (1831–1832).

## Monarchische Periode

Die Unterschrift von Georgios Glarakis auf einem Dokument, 1835, Generalstaatsarchiv, Patras.

Nach der Gründung des Königreichs diente er von 1835 bis 1836 als Präfekt von Achaia und Elis. Er galt neben Theodoros Kolokotronis, Andreas Metaxas und Michael Soutsos als einer der Führer der Russischen Partei. In seinem Geheimbericht beschrieb ihn der französische Botschafter Piscatory als leidenschaftlichen und gefährlichen Russophilen. Als die Existenz der Philorthodoxen Gesellschaft bekannt wurde, wurde er aus dem öffentlichen Dienst entfernt, da diese Gesellschaft als gegen die Regierung gerichtet galt. Auf seine eigene Empfehlung als Sekretär (Minister) für kirchliche und öffentliche Bildung wurde 1838 die „jährliche und ewige“ Feier des 25. März als nationaler Jahrestag der Revolution von 1821 eingeführt. Für seine nationalen Verdienste wurde er in die erste Klasse der politischen Kämpfer eingestuft und mit der Silbernen Verdienstmedaille des Kampfes und dem Taxiarch des Erlöser-Ordens geehrt. Von 1839 bis 1843 lebte er in Athen, wo er als Arzt arbeitete. Im Jahr 1847 war er Außenminister bei einer Umbildung der Regierung von Ioannis Kolettis und im Jahr 1849 Innenminister in der Regierung von Konstantinos Kanaris. Er diente als Delegierter der Nationalversammlung vom 3. September (1843) und dann als Senator (1845–1855). In der Zeit von 1848 bis 1855 war er Präsident der Archäologischen Gesellschaft.
Er starb am 22. Oktober 1855 in Athen.